# 弗吉尼亚海豹属
弗吉尼亚海豹属（学名：Virginiaphoca）是海豹科下的一个属。

## 下属物种
本属包括以下物种：
- 马氏弗吉尼亚海豹 Virginiaphoca magurai Dewaele, Peredo, Meyvisch & Louwye, 2018，马古拉弗吉尼亚海豹